# EVERYDAY Zekkouchou!!
«EVERYDAY Zekkouchou!!» (EVERYDAY絶好調!!) es el décimo sencillo de Cute. Fue lanzado bajo el sello de Zetima el 16 de septiembre de 2009.Este es el último sencillo de Erika Umeda, ella se gradúa para hacer carrera de modelo.En su primer día de ventas alcanzó el 3# puesto en Oricon, y en su primera semana de ventas llegó al 2# en Oricon con 2,4 millones de copias Vendidas.

## Canciones
- Everyday 絶好調！！
- Amai Wana
- Eeveryday 絶好調！！ (Instrumental)

## Miembros presentes en el sencillo
- Erika Umeda (último sencillo)
- Maimi Yajima - Líder
- Saki Nakajima
- Airi Suzuki
- Chisato Okai
- Mai Hagiwara

## Información del sencillo
| #  | Información del sencillo |
| -- | --- |
| 10 | - Fecha de Lanzamiento: 16 de septiembre de 2009 - Centro: Todas - Vocalista Principal: Maimi Yajima, Airi Suzuki - Vocalistas secundarias: Saki Nakajima, Chisato Okai |

- Datos: Q3061530